# 欧洲易捷航空
欧洲易捷航空有限公司（easyJet Europe Airline GmbH）是一家奧地利的廉价航空公司，总部设在维也纳，是易捷航空的子公司。